# マリア2世国立劇場

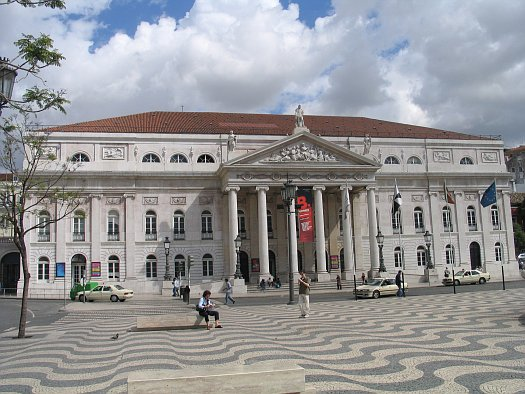
メイン・ファサード

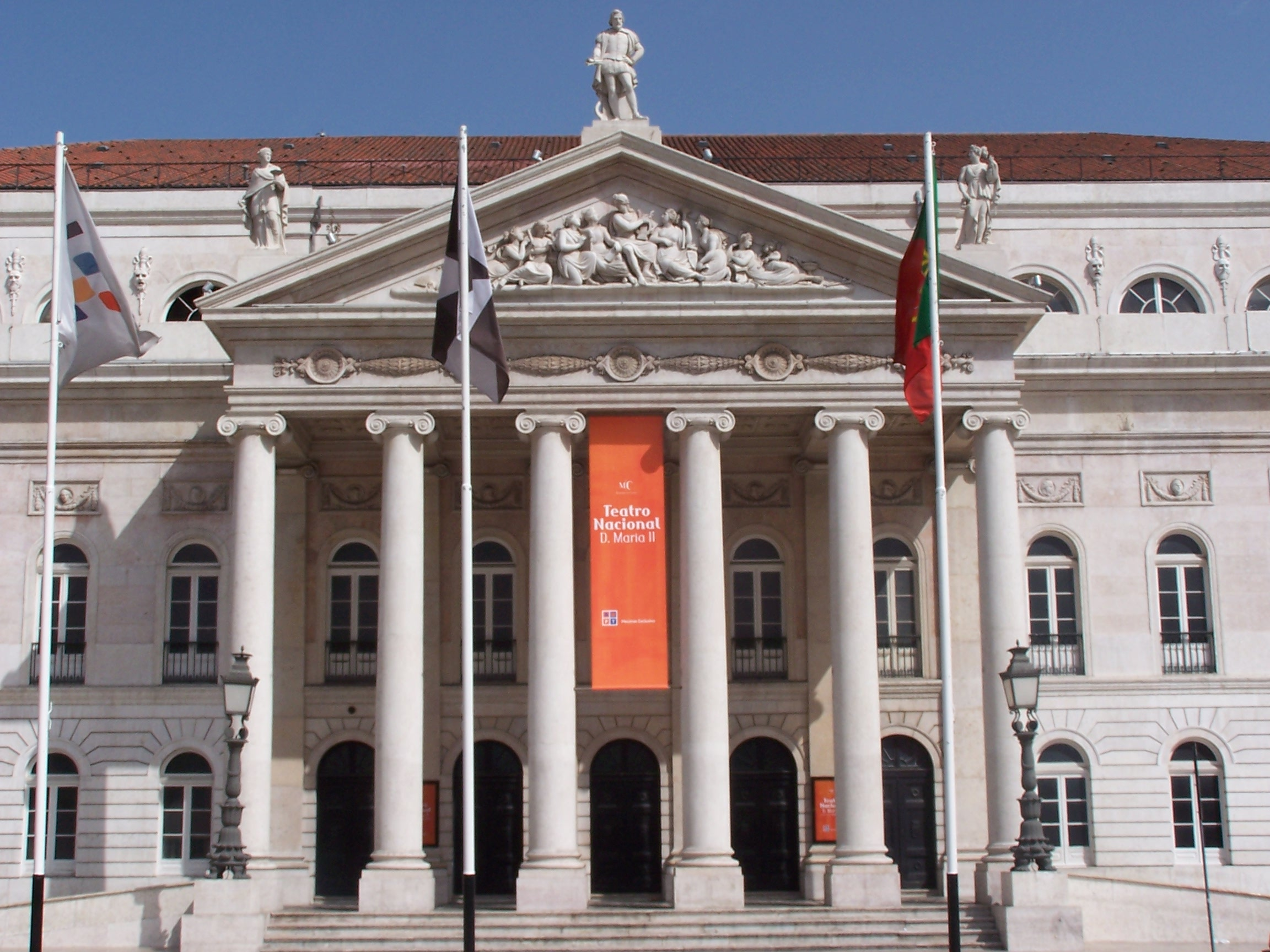
ポルチコ

マリア2世国立劇場 （Teatro Nacional D. Maria II）は、ポルトガル・リスボンにある劇場。ロシオ広場に面した、ポルトガルでも一流の劇場である。
劇場は、1450年に建てられた古いエスタウス宮殿のあった場所（ロシオ広場北側）に建てられた。エスタウス宮は迎賓館の役割を担っていたが、16世紀に入りポルトガルが異端審問の熱に飲み込まれると、宮殿は宗教裁判所が設置された。エスタウスは1755年のリスボン地震で倒壊を免れたものの、1836年の火事で全焼した。
ロマン派の詩人で劇作家でもあるアルメイダ・ガレットの功績に謝意を示し、女王マリア2世により宮殿跡地が新しい劇場のために提供された。建設は1842年から1846年まで行われ、イタリア人建築家フォルトゥナート・ローディによるネオクラシカル様式の劇場が完成した。
劇場の建物は、リスボンに影響をもたらしたパラディアン建築の好例である。ファサードの主な姿は、6つのイオニア式円柱のあるポルチコ（屋根付き柱廊玄関）である（この円柱は、元のサント・フランシスコ修道院と三角形のペディメントから再利用された）。破風のティンパヌムは、アポロンとミューズの彫刻レリーフで装飾されている。
ペディメントには、ルネサンス期の劇作家でポルトガル演劇の祖といわれるジル・ヴィセンテの像が立つ。皮肉なことに、ヴィセンテの作品には16世紀後半の異端審問を題材にした物がある。
劇場内部には、多くの重要な19世紀ポルトガル芸術家の作品で飾られていたが、これらの多くは1964年の火事で焼失してしまった。劇場は完全に修復され、1978年に再度落成された。